# (8121) Altdorfer
(8121) Altdorfer ist ein Asteroid des Hauptgürtels. Er wurde am 24. September 1960 von dem niederländischen Astronomenehepaar Cornelis Johannes van Houten und Ingrid van Houten-Groeneveld entdeckt. Die Entdeckung geschah im Rahmen des Palomar-Leiden-Surveys, bei dem von Tom Gehrels mit dem 120-cm-Oschin-Schmidt-Teleskop des Palomar-Observatoriums aufgenommene Feldplatten an der Universität Leiden durchmustert wurden.
Der Asteroid wurde am 2. April 1999 nach dem deutschen Maler, Kupferstecher und Baumeister der Renaissance Albrecht Altdorfer (~1480–1538) benannt, der als einer der Hauptmeister der sogenannten Donauschule und als Mitbegründer der Nürnberger Kleinmeister gilt.